# Кріс Ікономідіс
Кріс Ікономідіс (англ. Chris Ikonomidis, нар. 4 травня 1995, Сідней), також відомий як Хрістос Ікономідіс (грец. Χρίστος Οικονομίδης) — австралійський футболіст грецького походження, півзахисник «Мельбурн Вікторі» і національної збірної Австралії.

## Клубна кар'єра
Народився 4 травня 1995 року в місті Сіднеї. Почав займатися футболом у чотири роки в місцевих футбольних школах. Вже у 14 років перебував на оглядинах в академії лондонського «Арсенала», проте повернувся додому. Після низки вдалих виступів на юнацьких турнірах отримав у 2011 році запрошення переїхати до Італії і продовжити навчання в академії «Аталанти», де провів півтора року. Далі прогресував і 2013 року уклав запропонований юнацький контракт від римського «Лаціо», де почав виступи за юнацьку команду клубу.
Попри низку пропозицій щодо оренди молодого півзахисника від клубів Серії B «Лаціо» залишив Ікономідіса у власній клубній структурі, а 2015 року австралієць був включений до заявки першої команди римського клубу. В офіційних іграх за «Лаціо» дебютував 10 грудня 2015 року матчем Ліги Європи УЄФА проти «Сент-Етьєна». Проте пробитися до «основи» римського клубу молодий півзахисник по-справжньому не зміг і 2016 року був відданий в оренду, спочатку до друголігової італійської «Салернітани», а за півроку — до данського «Орхуса».
Повернувшись 2017 року з оренди до «Лаціо», знову мав складнощі з потраплянням до основного складу і на початку 2018 знову був орендований, цього разу на батьківщину, до клубу «Вестерн Сідней Вондерерз».

## Виступи за збірні
2014 року провів одну гру у складі юнацької збірної Австралії.
З 2013 року залучається до складу молодіжної збірної Австралії. На молодіжному рівні зіграв в 11 офіційних матчах, забив 5 голів.
Попри грецьке коріння і пропозиції грати за збірну Греції Ікономідіс вирішив і на рівні дорослих збірних продовжувати грати за Австралію. На початку 2015 року отримав свій перший виклик до національної збірної Австралії і 20 березня 2015 дебютував у її складі, вийшовши на заміну наприкінці товариської гри проти збірної Македонії. Примітно, що на момент дебюту в національній команді 19-річний гравець не зіграв жодної офіційної гри за дорослу команду на клубному рівні.
| Дата       | Місто      | Господарі          | Результат               | Гості      | Турнір                        | Голи | Примітки |
| ---------- | ---------- | ------------------ | ----------------------- | ---------- | ----------------------------- | ---- | -------- |
| 30-0-2015  | Скоп'є     | Північна Македонія | 0 – 0                   | Австралія  | товариський матч              | -    | 82'      |
| 3-9-2015   | Перт       | Австралія          | 5 – 0                   | Бангладеш  | Відбір до ЧС 2018             | -    | 62'      |
| 29-3-2016  | Сідней     | Австралія          | 5 – 1                   | Йорданія   | Відбір до ЧС 2018             | -    | 64'      |
| 27-5-2016  | Сандерленд | Англія             | 2 – 1                   | Австралія  | товариський матч              | -    | 58'      |
| 4-6-2016   | Сідней     | Австралія          | 1 – 0                   | Греція     | товариський матч              | -    | 72'      |
| 7-6-2016   | Мельбурн   | Австралія          | 1 – 2                   | Греція     | товариський матч              | -    | 77'      |
| 30-12-2018 | Дубай      | Оман               | 0 – 5                   | Австралія  | товариський матч              | 1    |          |
| 6-1-2019   | Аль-Айн    | Австралія          | 0 – 1                   | Йорданія   | Кубок Азії 2019 - 1-й етап    | -    | 55'      |
| 11-1-2019  | Дубай      | Палестина          | 0 – 3                   | Австралія  | Кубок Азії 2019 - 1-й етап    | -    |          |
| 15-1-2019  | Аль-Айн    | Австралія          | 3 – 2                   | Сирія      | Кубок Азії 2019 - 1-й етап    | 1    |          |
| 21-1-2019  | Аль-Айн    | Австралія          | 0 – 0 д.ч. (4 — 2 п.п.) | Узбекистан | Кубок Азії 2019 - 1/8 фіналу  | -    | 96'      |
| 25-1-2019  | Аль-Айн    | ОАЕ                | 1 – 0                   | Австралія  | Кубок Азії 2019 - чвертьфінал | -    |          |
| 3-6-2021   | Ель-Кувейт | Кувейт             | 0 – 3                   | Австралія  | Відбір до ЧС 2022             | -    | 74'      |
| 7-6-2021   | Ель-Кувейт | Австралія          | 5 – 1                   | Тайвань    | Відбір до ЧС 2022             | -    | 63'      |
| 7-10-2021  | Ер-Раян    | Австралія          | 3 – 1                   | Оман       | Відбір до ЧС 2022             | -    | 86'      |
| 12-10-2021 | Сайтама    | Японія             | 2 – 1                   | Австралія  | Відбір до ЧС 2022             | -    | 89'      |
| Усього     |            | Матчів             | 16                      |            | Голів                         | 2    |          |

## Титули і досягнення
- Володар Кубка Австралії (1):

«Мельбурн Вікторі»: 2021